# Lực lượng Dã chiến I, Việt Nam

Lực lượng Dã chiến I, Việt Nam, còn gọi là Quân đoàn I Dã chiến, Việt Nam (tiếng Anh: I Field Force, Vietnam - I.FFV) là lực lượng cấp quân đoàn của lực lượng Quân đội Hoa Kỳ và đồng minh tại Việt Nam trong thời gian chiến tranh Việt Nam. Lực lượng được thành lập ngày 16 tháng 3 năm 1966 và giải thể vào ngày 30 tháng 4 năm 1971. Bộ chỉ huy Quân đoàn đặt tại Nha Trang. Phạm vi hoạt động của Quân đoàn là Vùng II Chiến thuật (hay Quân khu II) của Việt Nam Cộng hòa bao gồm toàn bộ phạm vi Tây Nguyên.
Các đơn vị trực thuộc Quân đoàn gồm:
- Sư đoàn Kỵ binh bay số 1
- Sư đoàn Bộ binh số 4
- Lữ đoàn 3 của Sư đoàn Bộ binh số 25
- Lữ đoàn 1 của Sư đoàn Không vận số 101
- Lữ đoàn Không vận 173

Các tư lệnh của Quân đoàn I Dã chiến lần lượt là:
- Stanley R. Larson từ 3/1966 - 7/1967
- William B. Rosson 7/1967- 2/1968
- William R. Peers 3/1968 - 3/1969
- Charles A. Corcoran 3/1969 - 3/1970
- Arthur S. Collins, Jr. 3/1970 - 1/1971
- Charles P. Brown 1/1971 - 4/1971